# فردریک داراس
فردریک داراس (انگلیسی: Frédéric Darras; ۱۹ اوت ۱۹۶۶ – ۲۷ اکتبر ۲۰۱۰) بازیکن فوتبال اهل فرانسه بود.
از باشگاه‌هایی که در آن بازی کرده‌است می‌توان به باشگاه فوتبال اوسر، باشگاه فوتبال باستیا، باشگاه فوتبال سوئیندون تاون، باشگاه فوتبال سوشو، و باشگاه فوتبال ستاره سرخ اشاره کرد.